# Matteo Scozzarella
Matteo Scozzarella (Trieste, 5 giugno 1988) è un calciatore italiano, centrocampista attualmente svincolato.

## Carriera

### Club

#### Atalanta e Portogruaro
Cresciuto nel San Giovanni Trieste e quindi nell'Itala San Marco, nel 2005 viene acquistato dall'Atalanta che lo inserisce nel proprio settore giovanile; durante la stagione 2006-2007 entra nel giro della prima squadra, senza mai scendere in campo.
Nell'estate del 2007 l'Atalanta manda il calciatore in comproprietà al Portogruaro in Lega Pro dove, nella prima stagione con la maglia granata, colleziona 18 presenze in campionato e 3 gol segnati. Grazie alle prestazioni effettuate durante l'intera stagione, la dirigenza del club di Portogruaro decide di rinnovare la comproprietà del cartellino del calciatore triestino, in accordo con quella dell'Atalanta e contribuisce alla promozione in B.

#### I vari prestiti
Il 17 luglio 2011 viene girato in prestito alla Juve Stabia, formazione neo promossa in Serie B. Esordisce con la casacca numero 23 della Juve Stabia, il 14 agosto 2011 contro il Sassuolo, incontro valevole per la Coppa Italia. Il 24 settembre 2011, alla sesta giornata di campionato, segna la sua prima rete con le vespe, il momentaneo 2-1 a favore della Juve Stabia contro il Pescara.
Una volta finito il prestito alla Juve Stabia viene aggregato alla formazione neroazzurra nel ritiro di Rovetta; il 19 agosto 2012 scende in campo nella partita di Coppa Italia vinta per 2-0 contro il Padova, esordendo così in prima squadra.
L'esordio in Serie A avviene il 30 settembre 2012, durante Atalanta-Torino, in cui entra in campo al 67' minuto.
Dopo aver giocato 3 partite in Serie A con l'Atalanta, tutte subentrando dalla panchina, il 23 gennaio 2013 passa in prestito fino a fine stagione alla Ternana. Il successivo 26 gennaio fa il suo esordio in campionato con la squadra rossoverde. Il 2 febbraio disputa la sua prima partita da titolare nella partita pareggiata per 0-0 contro il Bari. Chiude la sua esperienza con la squadra umbra con un totale di 13 presenze senza reti, facendo ritorno all'Atalanta per fine prestito.
Il 30 agosto 2013, ritorna in prestito alla Juve Stabia per disputare la stagione 2013-2014, sempre in Serie B; nel gennaio successivo si trasferisce allo Spezia, sempre nel medesimo campionato.

#### Trapani e Parma
A fine stagione fa rientro all'Atalanta e il 22 luglio 2014 va in prestito nuovamente in Serie B, questa volta al Trapani. Il 14 luglio 2015 viene riscattato definitivamente dalla società siciliana, ed è uno dei protagonisti in quella stagione che porterà i granata al terzo posto.
L'8 gennaio 2017, dopo un opaco girone d'andata, chiude l'avventura siciliana con il Trapani e si accasa a titolo definitivo nell'ambizioso Parma, in Lega Pro, firmando un contratto biennale. Contribuisce al doppio salto dalla Serie C alla Serie A e in quattro anni mette insieme 90 presenze.

#### Monza
Il 5 gennaio 2021, si trasferisce al Monza, neopromosso in Serie B, firmando un contratto semestrale con opzione. Gioca 15 partite playoff compresi mentre l’anno seguente vede il campo solo 3 volte.
Nella sua terza stagione, che vede la squadra promossa per l prima volta in Serie A, è fuori dai piani della società e così il 31 gennaio 2023 risolve il contratto con la società lombarda.

#### Cjarlins Muzane
Il 27 ottobre 2023, si unisce al Cjarlins Muzane, club friulano di Serie D - Girone C.

### Nazionale
Tra il 2005 e 2006 colleziona 11 presenze con tre rappresentative nazionali: all'inizio con l'Under-17, poi con l'Under-18 ed infine con l'Under-19.

## Statistiche

### Presenze e reti nei club
Statistiche aggiornate al 18 aprile 2024.
| Stagione           | Squadra            | Campionato         | Campionato | Campionato | Coppe nazionali | Coppe nazionali | Coppe nazionali | Coppe continentali | Coppe continentali | Coppe continentali | Altre coppe | Altre coppe | Altre coppe | Totale | Totale |
| Stagione           | Squadra            | Comp               | Pres       | Reti       | Comp            | Pres            | Reti            | Comp               | Pres               | Reti               | Comp        | Pres        | Reti        | Pres   | Reti   |
| ------------------ | ------------------ | ------------------ | ---------- | ---------- | --------------- | --------------- | --------------- | ------------------ | ------------------ | ------------------ | ----------- | ----------- | ----------- | ------ | ------ |
| 2008-2009          | Portogruaro        | 1D                 | 13         | 0          | CI+CI-LP        | 0               | 0               | -                  | -                  | -                  | -           | -           | -           | 13     | 0      |
| 2009-2010          | Portogruaro        | 1D                 | 24         | 2          | CI-LP           | 0               | 0               | -                  | -                  | -                  | -           | -           | -           | 24     | 2      |
| 2010-2011          | Portogruaro        | B                  | 27         | 1          | CI              | 1               | 0               | -                  | -                  | -                  | -           | -           | -           | 28     | 1      |
| Totale Portograuro | Totale Portograuro | Totale Portograuro | 64         | 3          |                 | 1               | 0               |                    | -                  | -                  |             | -           | -           | 65     | 3      |
| 2011-2012          | Juve Stabia        | B                  | 27         | 4          | CI              | 1               | 0               | -                  | -                  | -                  | -           | -           | -           | 28     | 4      |
| 2012-gen. 2013     | Atalanta           | A                  | 3          | 0          | CI              | 2               | 0               | -                  | -                  | -                  | -           | -           | -           | 5      | 0      |
| gen.-giu. 2013     | Ternana            | B                  | 13         | 0          | CI              | 0               | 0               | -                  | -                  | -                  | -           | -           | -           | 13     | 0      |
| 2013-gen. 2014     | Juve Stabia        | B                  | 14         | 1          | CI              | 0               | 0               | -                  | -                  | -                  | -           | -           | -           | 14     | 1      |
| Totale Juve Stabia | Totale Juve Stabia | Totale Juve Stabia | 41         | 5          |                 | 1               | 0               |                    | -                  | -                  |             | -           | -           | 42     | 5      |
| gen.-giu. 2014     | Spezia             | B                  | 17+1       | 1          | CI              | 0               | 0               | -                  | -                  | -                  | -           | -           | -           | 18     | 1      |
| 2014-2015          | Trapani            | B                  | 21         | 2          | CI              | 0               | 0               | -                  | -                  | -                  | -           | -           | -           | 21     | 2      |
| 2015-2016          | Trapani            | B                  | 35+3       | 3+1        | CI              | 2               | 0               | -                  | -                  | -                  | -           | -           | -           | 40     | 4      |
| 2016-gen. 2017     | Trapani            | B                  | 15         | 0          | CI              | 1               | 0               | -                  | -                  | -                  | -           | -           | -           | 16     | 0      |
| Totale Trapani     | Totale Trapani     | Totale Trapani     | 71+3       | 5+1        |                 | 3               | 0               |                    | -                  | -                  |             | -           | -           | 77     | 6      |
| gen.-giu. 2017     | Parma              | LP                 | 17+4       | 0          | CI-LP           | 0               | 0               | -                  | -                  | -                  | -           | -           | -           | 21     | 0      |
| 2017-2018          | Parma              | B                  | 24         | 0          | CI              | 1               | 0               | -                  | -                  | -                  | -           | -           | -           | 25     | 0      |
| 2018-2019          | Parma              | A                  | 22         | 0          | CI              | 0               | 0               | -                  | -                  | -                  | -           | -           | -           | 22     | 0      |
| 2019-2020          | Parma              | A                  | 16         | 0          | CI              | 1               | 0               | -                  | -                  | -                  | -           | -           | -           | 17     | 0      |
| 2020-gen. 2021     | Parma              | A                  | 3          | 0          | CI              | 2               | 0               | -                  | -                  | -                  | -           | -           | -           | 5      | 0      |
| Totale Parma       | Totale Parma       | Totale Parma       | 82+4       | 0          |                 | 4               | 0               |                    | -                  | -                  |             | -           | -           | 90     | 0      |
| gen.-giu. 2021     | Monza              | B                  | 14+1       | 0          | CI              | 0               | 0               | -                  | -                  | -                  | -           | -           | -           | 15     | 0      |
| 2021-2022          | Monza              | B                  | 3          | 0          | CI              | 1               | 0               | -                  | -                  | -                  | -           | -           | -           | 4      | 0      |
| 2022-gen. 2023     | Monza              | A                  | -          | -          | CI              | -               | -               | -                  | -                  | -                  | -           | -           | -           | 0      | 0      |
| Totale Monza       | Totale Monza       | Totale Monza       | 17+1       | 0          |                 | 1               | 0               |                    | -                  | -                  |             | -           | -           | 19     | 0      |
| 2023-2024          | Cjarlins Muzane    | D                  | 9          | 0          | CI-D            | 0               | 0               | -                  | -                  | -                  | -           | -           | -           | 9      | 0      |
| Totale carriera    | Totale carriera    | Totale carriera    | 317+9      | 14+1       |                 | 12              | 0               |                    | -                  | -                  |             | -           | -           | 338    | 15     |

## Palmarès

### Club

#### Competizioni giovanili
- Campionato Allievi Nazionali: 1

Atalanta: 2004-2005

#### Competizioni nazionali
- Lega Pro Prima Divisione: 1

Portogruaro: 2009-2010

### Individuale
- Miglior giocatore del Torneo Città di Arco: 1

2005